# Paus Innocentius VII
Innocentius VII, geboren als Cosimo de' Migliorati (Sulmona, ca. 1336 - Rome, 6 november 1406) was paus van 17 oktober 1404 tot 6 november 1406. Migliorati studeerde in Perugia en Padua. Paus Urbanus VI stuurde Migliorati naar Engeland om er de Tiende te innen.
Hij werd in 1387 aartsbisschop van Ravenna, en in 1389 werd hij aartsbisschop van Bologna en in datzelfde jaar creëerde tegenpaus Clemens VII hem kardinaal. Innocentius werd pas tot paus gekozen nadat hij gezworen had alles te doen om het Westers Schisma te beëindigen. Tijdens zijn pontificaat was Benedictus XIII (1394-1423) tegenpaus te Avignon. Innocentius weigerde op voorstellen van Benedictus in te gaan om tot overeenstemming te komen. Hij stierf plots in 1406.
Cursief: tegenpaus
- Bibliothèque nationale de France: cb12072058p (data)
- Gemeinsame Normdatei: 100948138
- International Standard Name Identifier: 0000 0000 7819 052X
- Library of Congress Control Number: nr98041933
- Nationale Bibliotheek van Israël: 987007397566605171
- Nationale Bibliotheek van Polen: a0000003427227
- Nederlandse Thesaurus van Auteursnamen: 073260517
- Istituto Centrale per il Catalogo Unico: CFIV084285
- LIBRIS: 191132
- Système universitaire de documentation: 029002818
- Union List of Artist Names: 500356976
- Virtual International Authority File: 41863326
- WorldCat: E39PBJqfDXYt3tRdmx44rbFtKd